# Bardallur
Bardallur es un municipio y localidad española de la provincia de Zaragoza, en la comunidad autónoma de Aragón. El término municipal, ubicado en la comarca de Valdejalón, tiene un área de 27,57 km² y una población de 228 habitantes (INE 2024).

## Demografía

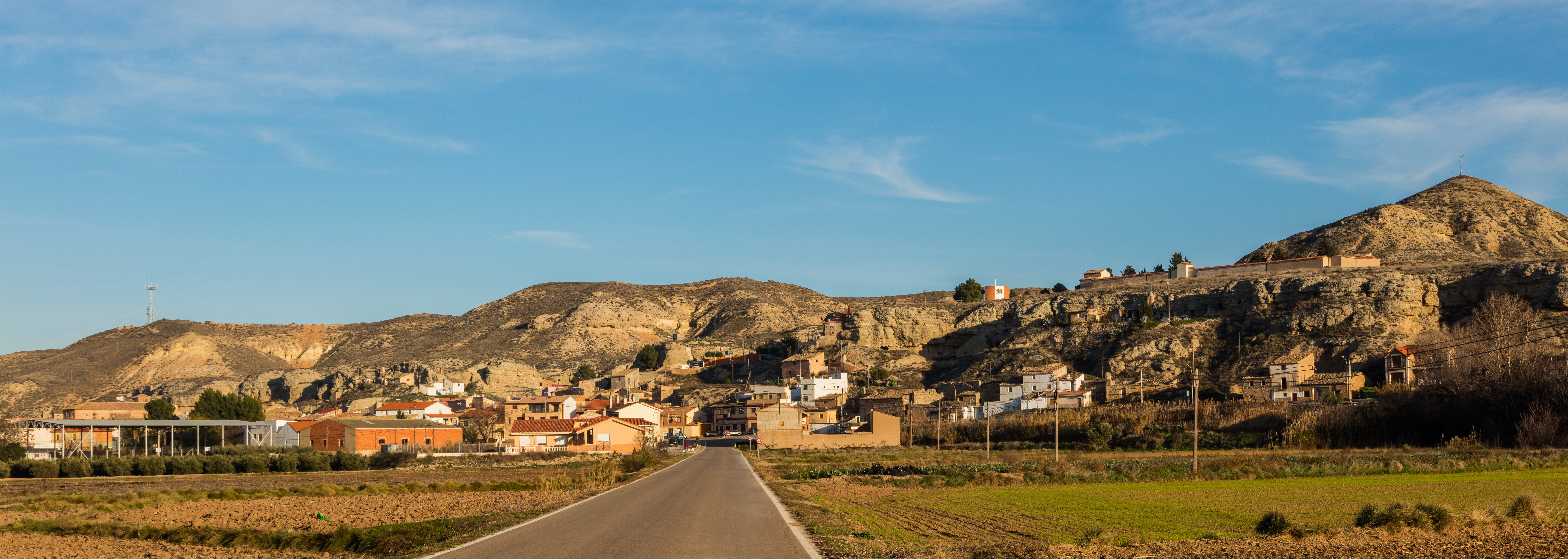
Panorámica del municipio

Bardallur cuenta con una población de 228 habitantes (INE 2024).
| Gráfica de evolución demográfica de Bardallur entre 1842 y 2021 |
| |
| Población de derecho según los censos de población del INE Población de hecho según los censos de población del INEEn este censo se denominaba Bardallur y la Venta de Teraman: 1842 |

| 333                        | 311 | 284 | 274 |
| (Fuente: [cita requerida]) |     |     |     |

## Administración y política
| Período   | Alcalde                      | Partido |  |
| --------- | ---------------------------- | ------- |  |
| 1979-1983 | Simón Galindo Arilla         | Ind.    |  |
| 1983-1987 |                              |         |  |
| 1987-1991 |                              |         |  |
| 1991-1995 |                              |         |  |
| 1995-1999 |                              |         |  |
| 1999-2003 |                              |         |  |
| 2003-2007 |                              |         |  |
| 2007-2011 | José Miguel Domínguez Santos | CHA     |  |
| 2011-2015 | José Miguel Domínguez Santos | CHA     |  |
| 2015-2019 | José Miguel Domínguez Santos | CHA     |  |

| Partido político    | Partido político                                   | 2003   | 2007   | 2011   | 2015   |
| Partido político    | Partido político                                   | Ediles | Ediles | Ediles | Ediles |
|                     | Chunta Aragonesista (CHA)                          | 2      | 5      | 5      | 4      |
|                     | Partido de los Socialistas de Aragón (PSOE-Aragón) | 2      | 0      | 1      | 2      |
|                     | Partido Popular de Aragón (PP)                     | 3      | 2      | 1      | 1      |
|                     | Partido Aragonés (PAR)                             | —      | —      | 0      | —      |
| Total de concejales | Total de concejales                                | 7      | 7      | 7      | 7      |

## Cultura

### Patrimonio

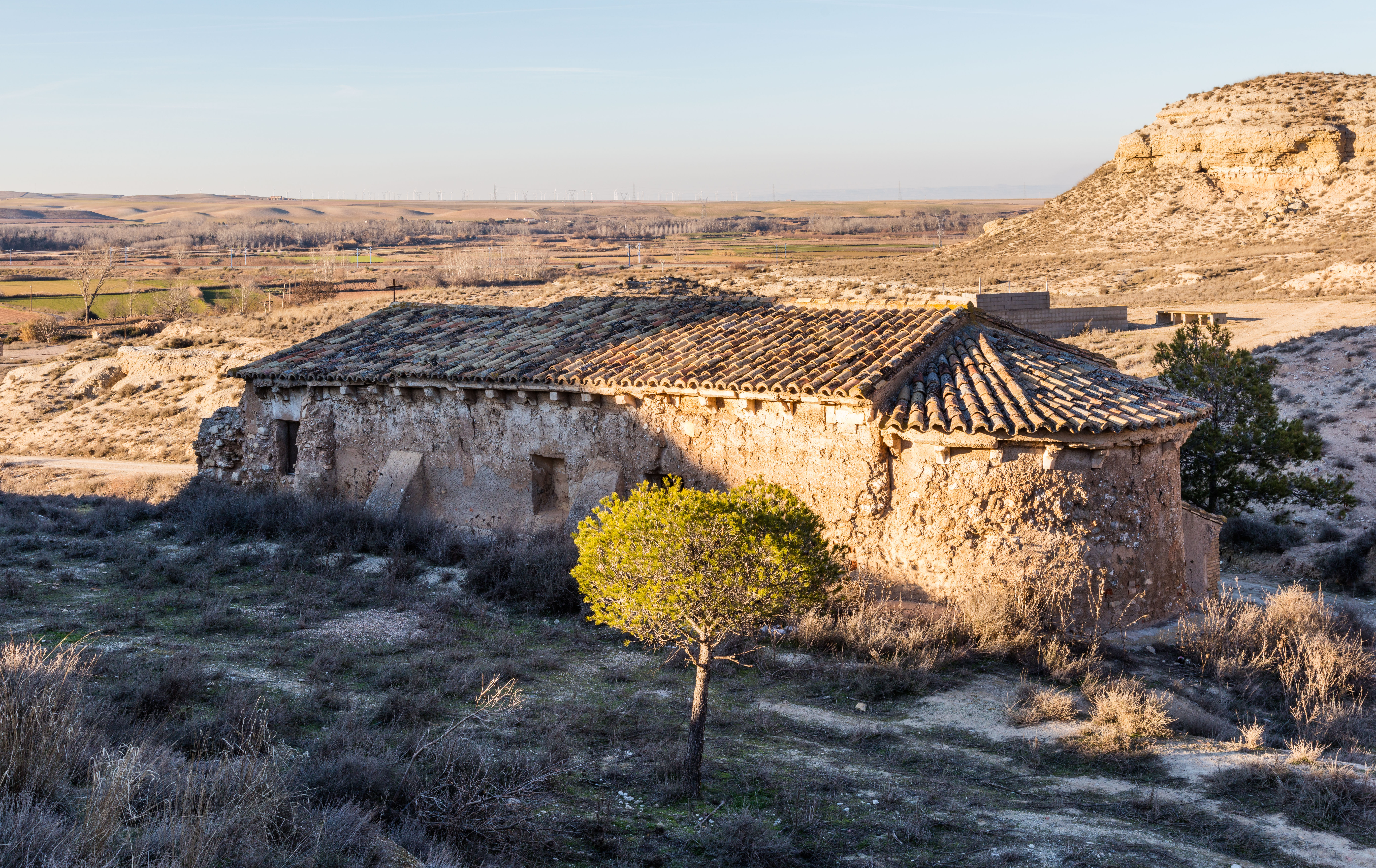
Ermita de San Bartolomé.

- Casas con vestigios arquitectónicos del siglo XVIII, en la calle Mayor.
- Iglesia parroquial Nuestra Señora de los Ángeles (reconstruida en el año 1770), consta de una sola nave con capillas laterales, un retablo plateresco y dos tablas góticas.
- Restos de un castillo medieval (siglo XII), en Turbena.
- Ermita románica de San Bartolomé (siglo XII, en Turbena).

### Fiestas
- Santa Águeda, 5 de febrero (patronales).
- San Roque, 16 de agosto.